# Drycothaea testaceipes
Drycothaea testaceipes es una especie de escarabajo longicornio del género Drycothaea, familia Cerambycidae. Fue descrita científicamente por Bates en 1881.
Habita en Guatemala y México. Los machos y las hembras miden aproximadamente 5,3-8,5 mm.